# Ханымей
Ханымей (нен. Хано”ме”э) — посёлок в Пуровском районе Ямало-Ненецкого автономного округа России.

## География
Посёлок расположен у места впадения реки Чучуяха в реку Апакапур, в 63 км на северо-восток от города Ноябрьск и в 72 км на восток от города Муравленко.

## Этимология
Русское название населённого пункта восходит к нен. Хано”ме”э, что переводится как «большое место жертвоприношений».

## История
Возникновение поселка связано со строительством железнодорожной магистрали Сургут-Уренгой и разработкой месторождений углеводородов. 10 марта 1977 года на место будущего посёлка высадились первые рабочие для строительства железной дороги. Вскоре были построены производственные помещения, обустроен быт первопроходцев, сдана важная железнодорожная магистраль. Решением Тюменского облисполкома № 228 от 30 мая 1978 года зарегистрирован поселок Ханымей, а уже 6 декабря 1978 года жители Ханымея встретили первый поезд из Ноябрьска. Первый пассажирский поезд Ноябрьск-Коротчаево, следовавший по регулярному расписанию, совершил остановку на станции Ханымей 29 октября 1983 года.
В ноябре 1984 года в посёлке для обеспечения обустройства городов Муравленко и Губкинский, Вынгаяхинского нефтепромысла была создана база производственно-технического обслуживания и комплектации оборудованием. 10 июня 1985 года нефтяная скважина № 37-Р Вынгаяхинского нефтепромысла была запущена в работу, зажжён факел на ДНС пробной эксплуатации.
Тяжёлые для остальной России 1990-е годы Ханымей пережил хорошо, с приходом главы Леонида Ивановича Кононенко в 1997 году поселок стал преображаться: появились новые магазины и жилые дома, была переоборудована поселковая котельная, началось строительство и ремонт поселковых дорог, была начата серьёзная работа по благоустройству и озеленению улиц Ханымея. 
16 октября 2003 года в Ханымее была введена в эксплуатацию станция обезжелезивания воды. В декабре 2005 года состоялся вывод на проектную мощность комплекса Вынгаяхинского и Еты-Пуровского газовых месторождений.
На первых выборах главы муниципального образования поселок Ханымей 23 октября 2005 победу одержал Кононенко Иван Леонидович, тогда же состоялись первые выборы в Собрание депутатов муниципального образования поселок Ханымей.
19 марта 2012 года решением Собрания депутатов утвержден флаг и герб муниципального образования поселок Ханымей. В честь 35-летия образования посёлка Ханымей 8 сентября 2012 года была открыта центральная площадь для проведения праздников и торжеств.
С 2004 до 2020 гг. посёлок образовывал сельское поселение посёлок Ханымей, упразднённое в связи с преобразованием муниципального района в муниципальный округ.

## Население
| 1989  | 2002  | 2010  | 2011  | 2012  | 2013  | 2014  |
| ----- | ----- | ----- | ----- | ----- | ----- | ----- |
| 3881  | ↗4621 | ↗4707 | ↘4693 | ↘4620 | ↘4562 | ↘4542 |
| 2015  | 2016  | 2017  | 2018  | 2021  |       |       |
| ↘4504 | ↘4461 | ↘4372 | ↘4248 | ↘3437 |       |       |

## Транспорт
Ханымей связан асфальтированной автомобильной дорогой с федеральной автомобильной трассой Сургут-Салехард, промысловой автомобильной дорогой с Вынгаяхинским газонефтяным месторождением, сезонной автодорогой с Ноябрьском в зимний период. Со строительством железнодорожной станции Ханымей связано возникновение населённого пункта, она действует и сейчас. Действует вертолётная площадка.

## Социальная сфера

### Здравоохранение
В посёлке действует участковая больница.

### Спорт
Более 1000 жителей Ханымея активно занимаются различными видами спорта, для них функционируют спорткомплекс «Зенит», стадион, хоккейный корт, плавательный бассейн.

### Образование
В Ханымее две общеобразовательных школы, два детских сада,  дом детского творчества, детская школа искусств и детско-юношеская спортивная школа «Хыльмик», физкультурно-спортивный комплекс «Форвард» (с катком), СОК "Зенит".

### Культура и религия
В поселке работают дом культуры, библиотека, историко-краеведческий музей, построена Церковь Рождества Христова.

## Благоустройство
Ханымей имеет современный облик, является достаточно комфортным и благополучным для проживания. В посёлке есть парк, памятник первопроходцам и мемориал Великой Отечественной войны.

## Промышленность, услуги и сельское хозяйство
Основная часть населения занята в нефтегазовой промышленности и энергетике. Одним из основных предприятий ТЭК поселка является Губкинское ЛПУМГ ООО "Газпром трансгаз Сургут", занимающееся транспортом природного газа по магистральному газопроводу. 
В Ханымее зарегистрирована сельскохозяйственная община коренных народов севера. В посёлке развито малое и среднее предпринимательство, оказывающее населению различные услуги.